# Lasserre-de-Prouille

Lasserre-de-Prouille este o comună în departamentul Aude din sudul Franței. În 1 ianuarie 2022 avea o populație de 290 de locuitori.